# Рокетбанк
Ро́кетбанк (также: «Рокет») — российский финтех-сервис, необанк. Не имел отдельной банковской лицензии и работал на основе white label-решений других банков.
Был запущен в 2013 году на основе лицензии банка «Интеркоммерц».
В 2016 приобретен банком «Открытие» за 300 млн рублей. Перепродан компании Qiwi в 2017 году за 700 млн рублей. Прекратил работу в 2021 году.
С ноября 2024 права на использование торговой марки принадлежат Совкомбанку. В конце мая 2025 года в российских СМИ начала публиковаться информация о том, что Рокетбанк будет перезапущен в июле 2025 года на лицензии Совкомбанка. Позже информация была подтверждена Совкомбанком. В начале июня в старых аккаунтах Рокетбанка в соцсетях появилась информация о старте предзаказа дебетовых карт банка. 18 июля 2025 Рокетбанк выпустил приложение для Android и запустил новую версию сайта. А 5 августа стало доступно приложение для iOS.

## История
«Рокетбанк» был основан в 2013 году Виктором Лысенко, Олегом Козыревым, Алексеем Колесниковым и Михаилом Провизионом на основе банковской лицензии и white label решения банка «Интеркоммерц». Одним из первых инвесторов банка был фонд Runa Capital, вложивший $2 млн.
Однако в 2016 году «Интеркоммерц» лишился лицензии, что вынудило Рокетбанк искать нового партнёра. Вскоре после этого сервис был приобретен группой банка «Открытие», что позволило продолжить деятельность на основе лицензии нового владельца.

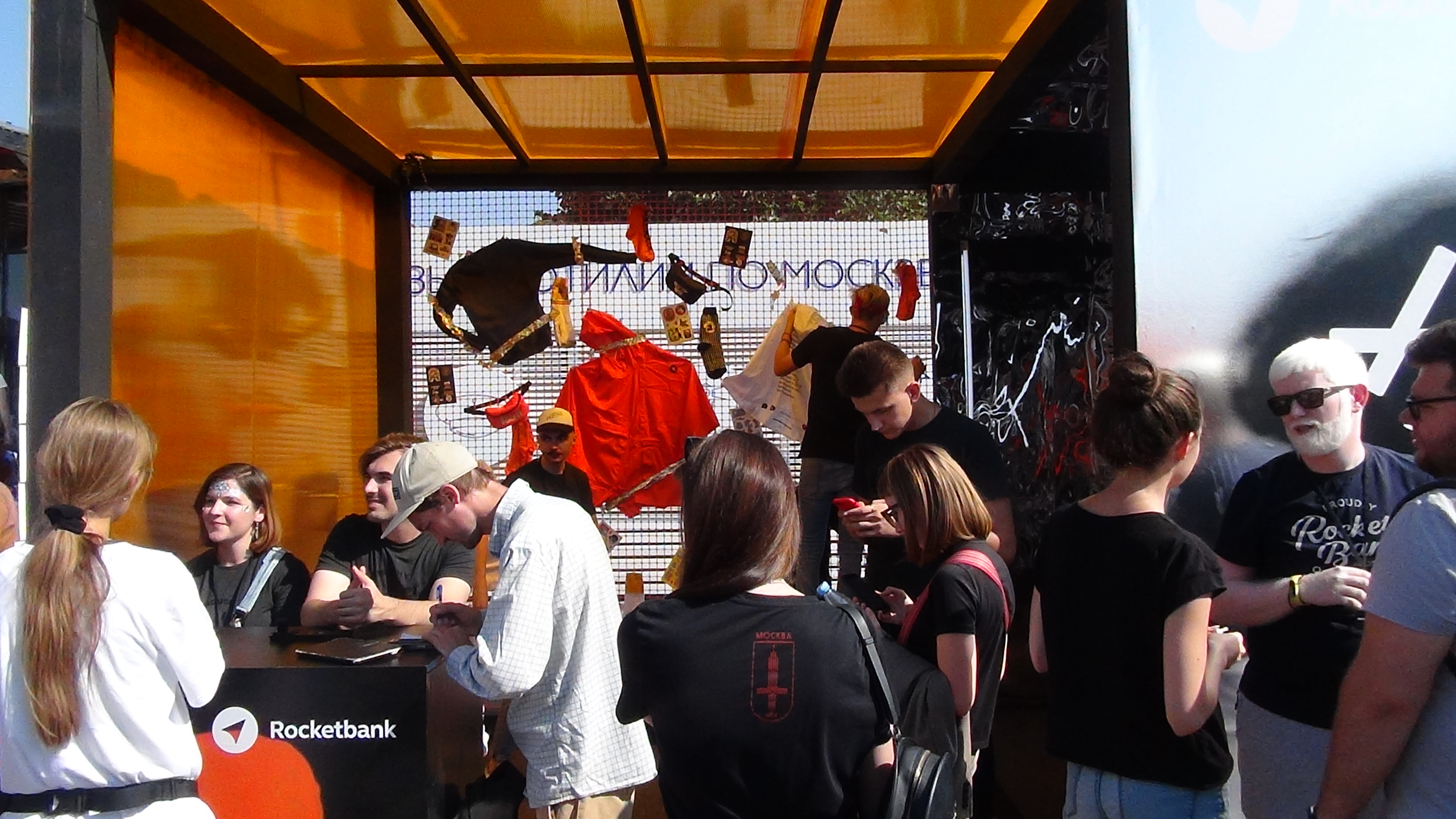
Стенд Рокетбанка на фестивале Faces & Laces в московском Парке Горького

В 2017 году банк Открытие попал под санацию Центрального банка РФ. Рокетбанк вместе с другим активом группы «Открытие», необанком Точка был приобретён компанией Qiwi. Общая сумма сделки составила 700 млн рублей. Qiwi намеревалась использовать наработки финтех-сервиса для развития собственных розничных продуктов. В феврале 2019 года Рокетбанк покинули трое основателей «Рокетбанка» — Олег Козырев, Алексея Колесников и Михаил Провизион. Ещё один фаундер, Виктор Лысенко, отошел от управления проектом ещё в 2016 году. В августе 2019 года Qiwi вывел Рокетбанк в самостоятельное юрлицо «Рокет», которое продолжило работу на основе банковской лицензии Киви-банка. К 2020 году стало ясно, что интеграция проходит с трудностями. Уже в феврале 2020 года QIWI объявила о намерении свернуть проект из-за его убыточности и высокой конкуренции со стороны других цифровых банков и невозможности найти покупателя на убыточный проект (убыток за полгода составил 1 млрд рублей). Полное закрытие сервиса завершилось в январе 2021 года. На момент закрытия проекта количество активных клиентов составляло около 43 тысяч.
15 ноября 2024 года российские СМИ сообщили о сделке по продаже компанией Qiwi Совкомбанку торговой марки «Рокетбанк» и команды финтех-сервиса. По оценке «Коммерсантъ» сумма продажи составила $1 млн.

## Награды
- Лауреат Премии Рунета за 2015 год[16].

## Критика
Основатель другого необанка «TalkBank» Михаил Попов назвал ключевой ошибкой Рокетбанка модель роста и капитализации, построенную через набор клиентской базы без достаточного финансирования. Он отметил, что проекту не хватало собственной банковской лицензии, а транзакции обрабатывал банк-партнер (изначально «Интеркоммерц», затем «Открытие», потом Qiwi), что создавало риски при проблемах у партнёров.